# Благовіщенська сільська рада (Україна)
| Благовіщенська сільська рада — колишній орган місцевого самоврядування у Кам'янсько-Дніпровському районі Запорізької області з адміністративним центром у с. Благовіщенка. Сільрада увійшла до складу Благовіщенської сільської громади. Історична дата утворення: 1918 рік. Водоймища на території, підпорядкованій даній сільській раді: Каховське водосховище. Сільській раді були підпорядковані населені пункти: - с. Благовіщенка - с. Шляхове |

## Склад ради

### Керівний склад ради
| ПІБ                         | Основні відомості                                                         | Дата обрання | Дата звільнення |
| --------------------------- | ------------------------------------------------------------------------- | ------------ | --------------- |
| Щербак Сергій Володимирович | Сільський голова, 1956 року народження, освіта, безпартійний              | 26.03.2006   | 31.10.2010      |
| Дрязгіна Людмила Семенівна  | Сільський голова, 1957 року народження, освіта вища, член Партії регіонів | 31.10.2010   |                 |

Примітка: таблиця складена за даними джерела